# Julien Guillemot
Julien Guillemot (Plumelec, 9 ottobre 1786 – Vannes, 1º giugno 1866) è stato un ufficiale francese.

## Biografia
Figlio del comandante chouan Pierre Guillemot (detto "re di Bignan"),  che fu attivo durante la Rivoluzione francese e le guerre di Vandea tra i realisti, Julien crescendo seguì le orme del padre impegnandosi per il suo  ideale realista.
Prese parte alla guerra di Vandea del 1815, e mentre era in esilio a Teignmouth sposò Isabelle Towil, una ragazza britannica della Cornovaglia.
Con la restaurazione borbonica era nuovamente in Francia, dove fece carriera nell'esercito regolare fino al  grado di colonnello, e venne decorato con la legion d'onore e l'ordine di San Luigi. Si rifiutò comunque di giurare fedeltà al governo di Luigi Filippo e si ritirò a vita privata, dedicandosi alla redazione del suo libro di memorie, Lettre à mes neveux ("Lettere ai miei nipoti"). Fu sepolto nel cimitero di Saint-Patern a Vannes, e la sua tomba ha la particolarità di riportare un epitaffio in tre lingue: latino, bretone e francese.